# Cherchez l'idole
Pour plus de détails, voir Fiche technique et Distribution.
Cherchez l’idole est un film franco-italien réalisé par Michel Boisrond et sorti en 1964.
Connaissant un franc succès au Japon, notamment avec l'interprétation de Sylvie Vartan et de son single La Plus Belle pour aller danser composé pour le film et vendu à des millions d'exemplaires, le film est considéré comme l'instigateur de la mode des Idols japonais et a fortement marqué l'industrie du disque japonais ainsi que la culture nipponne en général.

## Synopsis
La grande vedette de cinéma Mylène Demongeot emménage dans une nouvelle et belle demeure à côté du bois de Boulogne. Sa maison en travaux est envahie par une armée d’ouvriers. Mylène est invitée par le Général De Gaulle pour assister dans 3 jours à une réception qui aura lieu au Palais de l'Élysée. Elle demande à sa femme de chambre Gisèle de préparer sa tenue de gala pour ce jour-là et de veiller sur le petit cœur en diamant qu’elle voudrait porter à cette occasion (une bagatelle de 500 000 nouveaux francs, soit quelque 76 000 euros). Entre-temps, elle doit s’absenter pour se rendre à Cannes pour un événement cinématographique. Richard, un gentil ouvrier carreleur œuvrant dans la maison de la star, exaspéré par Corinne, sa petite amie ambitieuse et casse-pieds, a incidemment appris par Gisèle l’existence du fameux bijou… 
La nuit venue, il dérobe le petit cœur, mais des voisins, l'ayant aperçu en train de franchir le mur de la propriété de Mylène, alertent la police. Poursuivi par les policiers, Richard se réfugie dans l’entrepôt le plus proche, celui d’un magasin de musique, et cache le bijou en le collant avec un chewing-gum à l’intérieur d’une guitare électrique Ericson. Dès le lendemain, quand la coriace Corinne se rend à la boutique pour acheter la guitare, les cinq exemplaires Ericson du stock viennent juste d’être vendus à cinq idoles de la chanson. Corinne rend Richard responsable de cette bévue et rompt avec lui. Elle se met sur la piste des idoles avec sa copine Vonny tandis que Richard, repentant, part aussi à la chasse au trésor, mais avec l’aide de Gisèle, qui sait qu'il est le voleur, dans le but de restituer le bijou à Mylène dès son retour de Cannes. Ils vont devoir approcher les idoles lors de leurs prestations artistiques pour retrouver celle parmi les cinq qui détient la fameuse guitare au trésor : est-ce Charles Aznavour, Sylvie Vartan, Frank Alamo, Nancy Holloway ou Johnny Hallyday ?

## Fiche technique
- Titre original : Cherchez l’idole
- Titre italien : Sciarada alla francese
- Réalisation : Michel Boisrond
- Assistants-réalisation : Jacques Corbel, Marc Simenon
- Scénario : Annette Wademant, Richard Balducci
- Dialogues : Annette Wademant
- Photographie : Raymond Lemoigne
- Montage : Geneviève Vaury
- Musique : Georges Garvarentz
- Direction artistique : Jacques Gut
- Décors : Jacques Gut, Raymond Gabutti
- Costumes : Tanine Autré
- Son : Julien Coutellier
- Producteurs : Mario Chabert, Michel Boisrond, Lucien Masson
- Sociétés de production : France Cinéma Productions, Mannic Films (France), Sirius Films (France), UGC (France), Adelphia Compagnia Cinematographica (Italie)
- Sociétés de distribution : UGC (France), Les Acacias (France), Tamasa Distribution (France)
- Pays d'origine :  France,  Italie
- Langue originale : français
- Format : 35 mm — noir et blanc — 2.35:1 Franscope — son monophonique
- Genre : comédie, film musical
- Durée : 85 minutes
- Date de sortie : France - 26 février 1964
- (fr) Classifications CNC : tous publics, Art et Essai (visa d'exploitation no 28184 délivré le 25 février 1964)

## Distribution
- Mylène Demongeot : elle-même
- Franck Fernandel : Richard
- Berthe Granval : Gisèle
- Dany Saval : Corinne
- Dominique Boschero : Vonny
- Pierre Bellemare : lui-même
- Harold Kay : lui-même
- Hector : lui-même
- Les Médiators : eux-mêmes
- Claude Piéplu : l'assistant au tournage
- Les Frères ennemis : eux-mêmes
- Bruno Coquatrix : lui-même, le directeur de l’Olympia[2]
- Johnny Hallyday : lui-même
- Frank Alamo : lui-même
- Charles Aznavour : lui-même
- Sylvie Vartan : elle-même
- Eddie Vartan : lui-même
- Nancy Holloway : elle-même
- Jean-Jacques Debout : lui-même
- Eddy Mitchell : lui-même
- Les Chaussettes noires : eux-mêmes
- Les Surfs : eux-mêmes
- Sophie : elle-même
- Max Montavon : Loulou, le photographe
- Teddy Vrignault : Édouard
- Max Amyl : un peintre
- François Cadet : un plombier
- Roger Trapp : un plombier
- Franco Califano : le metteur en scène
- Henri Coutet : le préposé à l’audition
- Paul Bisciglia : l’assistant du tailleur
- Michel Dacquin : le 1er contrôleur
- Charles Bouillaud : le 2e contrôleur
- Pierre Doris : le disquaire
- Jacques Dynam : le routier
- André Gaillard : le régisseur à l’audition
- Guy Grosso : le visiteur à Europe 1
- Christian Marin : le grand agent de police au concours de danse
- André Dionnet : le petit agent de police au concours de danse
- Laure Paillette : la caissière du gala de la police
- Alexandre Randall : un présentateur
- Bernard Musson : un passant
- Henri Coutet : un secrétaire à la maison de disque
- Gaston Meunier : un passager à la gare
- Robert Blome : un passager à la gare et un spectateur
- Lina Roxa : une passagère à la gare
- Maurice Magalon : un agent de police devant le disquaire
- Raymond Pierson : le coiffeur de Michèle Morgan à l'Olympia
- Marcel Bernier : un spectateur à l'Olympia
- Louis Massis : le barman dans les coulisses de l'Olympia
- Marius Gaidon : un serveur au gala de la police
- René Aranda : un danseur au gala de la police
- Eux-mêmes dans le public à l'Olympia[3]: 
  - Marcel Achard
  - Maurice Biraud
  - Daniel Gélin
  - Juliette Gréco accompagnée par Françoise Sagan
  - Jean Marais

## Chansons du film
Paroles de Charles Aznavour et musique de Georges Garvarentz, interprétées par :
- Frank Alamo : L'ange que j’attendais
- Charles Aznavour : Et pourtant, L'amour c'est comme un jour (à la radio seulement), À tout jamais (fredonnée seulement)
- Les Chaussettes noires et Eddy Mitchell : Crois-moi mon cœur
- Jean-Jacques Debout : Si tu voulais m'aimer
- Johnny Hallyday : Bonne chance
- Nancy Holloway : Prends garde à toi
- Les Médiators : Il faut saisir sa chance
- Sophie : Je n'y peux rien
- Les Surfs : Ça n'a pas d’importance
- Sylvie Vartan : La Plus Belle pour aller danser

## Tournage
- Période de prises de vue : 8 octobre au 5 décembre 1963[4].
- Extérieurs : Paris et Île-de-France[4].
- Intérieurs : studios de Boulogne (Boulogne-Billancourt, Hauts-de-Seine)[4],[5].
- Les locaux de Radio France du 116 Avenue du Président-Kennedy, Paris 16e arrondissement ont servi de décor pour la course poursuite finale du film[6].